# القرارم قوقة
القرارم قوقة، مدينة وبلدية تابعة إقليميا إلى دائرة القرارم قوقة بولاية ميلة الجزائرية.

## التسمية
يعتقد أن القرارم سميت بهذا الاسم نسبة لأكوام من الحجارة التي كانت مجمعة هنا وهناك فيقال باللهجة المحلية القديمة «قروم» أي كوم من الحجارة وجمعها «قرارم» أي أكوام من الحجارة وعن مصدر هذه الحجارة فهناك رأيان، الراي الأول يقول أن الأرض كانت فلاحية وكان خالية من السكنات تم بنيت سكنات مبعثرة هنا وهناك وكانت تعد على الأصابع وكان اصحاب تلك الأراضي، أتناء الحرث وعندما يصادفون حجارة تعيق حرثهم يبعدونها ويضعونها على حدود قطعتهم الأرضية ليفصلوا بينها وبين القطعة الأخرى المجاورة وبالتالي تكدست تلك الحجارة مجموعات مجموعات فسميت القرارم ـ أما الرأي الآخر فيقول أنه كانت أكوام من الحجارة اصلها روماني مبعثرة هنا وهناك أخرجها الفلاحون أثناء الحرث..

## تأسيس بلدية القرارم
تم تأسيس بلدية القرارم من طرف المستعمر الفرنسي سنة 1888 بعد الاستقلال تقرر إضافة قوقة إلى القرارم لتصبح القرارم قوقة، وقوقة هو اسم الشهيد عمار قوقة الذي أستشهد بالمنطقة.
مساحة القرارم قوقة: 139.07 كم2
عدد السكان: كان عدد السكان حسب الإحصاء الرسمي لسنة 1998 : 36.598 نسمة
أما عدد السكان الحالي فيفوق 42.000 نسمة (42.000 نسمة حسب الإحصاء الرسمي لسنة 2008)
-الكثافة السكانية: تقدر الكثافة السكانية بـ: 298 نسمة بالكيلومتر المربع الواحد

## الحدود الجغرافية
القرارم قوقة تابعة إقليميا لولاية ميلة تبعد عنها بحوالي 10 كم، وهي موجودة على الطريق الوطني رقم 27 الرابط بين قسنطينة وجيجل ويحدها:
- من الشرق: بلدية بني حميدان التابعة لولاية قسنطينة
- من الجنوب الشرقي: بلدية مسعود بوجريو التابعة لولاية قسنطينة
- من الغرب والجنوب الغربي: بلدية الشيقارة وبلدية سيدي مروان التابعتين لنفس الولاية
- من الشمال: بلدية بني ولبان التابعة لولاية سكيكدة، بلدية غبالة التابعة لولاية جيجل وبلدية بلدية حمالة التابعة لولاية ميلة
- من الجنوب: بلدية ميلة

## المنشآت الموجودة
مقر الدائرة - مقر البلدية - الأمن الحضري - الدرك الوطني - وحدة الحماية المدنية-مقاطعة الغابات -مطاحن بني هاون -عيادة متعددة الخدمات -المركز الصحي -بريد الجزائر-المركز الهاتفي- وحدة تجارية اتصالات الجزائر -بنك التنمية الريفية - مركز الضمان الاجتماعي - فرع الضرائب - القباضة ما بين البلديات - تأمين الجزائر - فرع الاشغال العمومية - فرع البناء والتعمير - فرع الري -الفرع الفلاحي - فرع الجزائرية للمياه- فرع الديوان الوطني للتطهير - فرع الكهرباء والغاز -
ثانويتان - 05 متوسطات -24 مدرسة ابتدائية - مركز تكوين مهني -

## المنطقة الريفية
تتكون بلدية القرارم قوقة من التجمع الحضري الرئيسي: مدينة القرارم قوقة وتجمع حضري ثانوي: عنوش علي والسيباري والمنطقة المبعثرة تتكون من حوالي 30 مشتة وبعض المنازل المنعزلة (المبعثرة هنا وهناك) وأهم هذه المشاتي هي:
مشتة الحضرية (لمحاسنية) -تاركون- هوارة - المارة - بير سباع- البطحة -مشتة وادي متليلي - سقدال السفلي وسقدال العلوي- النباعة -مسعود الراعي -جنان محرف- العناب السفلي والعناب العلوي - البير -واد لعسل- عين الخميس-دراع الوسط -براق-التربة-غار سليم-الخنقة-عين التور-بودماغ-قطارة-دار لفويني-المارة-الدخلة-فج البسباس-لمواجن-بوالقندول وغيرهم.